# Taichi Yamasaki
Taichi Yamasaki (japanisch 山﨑 大地 Yamasaki Taichi; * 8. Januar 2001 in Hatsukaichi, Präfektur Hiroshima) ist ein japanischer Fußballspieler.

## Karriere

### Verein
Taichi Yamasaki erlernte das Fußballspielen in der Jugendmannschaft des Erstligisten Sanfrecce Hiroshima sowie in der Universitätsmannschaft der Juntendō-Universität. Die Saison 2022 wurde er von der Universität den Erstligisten Sanfrecce Hiroshima ausgeliehen. Hier kam er jedoch nicht zum Einsatz. Nach der Ausleihe wurde er am 1. Februar 2023 von Sanfrecce fest unter Vertrag genommen. Sein Erstligadebüt für den Verein aus Hiroshima gab Taichi Yamasaki am 9. April 2023 (7. Spieltag) im Heimspiel gegen Sagan Tosu. Bei dem 1:0-Erfolg wurde er in der 90.+4 Minute für Gakuto Notsuda eingewechselt. Am Ende der Saison 2024 wurde er mit Sanfrecce Hiroshima Vizemeister der Liga.

### Nationalmannschaft
Taichi Yamasaki spielte 2016 viermal in der japanischen U15-Nationalmannschaft.

## Erfolge
Sanfrecce Hiroshima
- Japanischer Vizemeister: 2024